# Shepherdsville
Shepherdsville és una població dels Estats Units a l'estat de Kentucky. Segons el cens del 2000 tenia 8.334 habitants.

## Demografia
Segons el cens del 2000, Shepherdsville tenia 8.334 habitants, 3.177 habitatges, i 2.363 famílies. La densitat de població era de 305,6 habitants/km².
Dels 3.177 habitatges en un 41,6% hi vivien nens de menys de 18 anys, en un 52% hi vivien parelles casades, en un 17,3% dones solteres, i en un 25,6% no eren unitats familiars. En el 20,7% dels habitatges hi vivien persones soles el 7,1% de les quals corresponia a persones de 65 anys o més que vivien soles. El nombre mitjà de persones vivint en cada habitatge era de 2,59 i el nombre mitjà de persones que vivien en cada família era de 2,96.
Per edats la població es repartia de la següent manera: un 28,9% tenia menys de 18 anys, un 12,2% entre 18 i 24, un 33,4% entre 25 i 44, un 17,4% de 45 a 60 i un 8,1% 65 anys o més.
L'edat mediana era de 29 anys. Per cada 100 dones de 18 o més anys hi havia 90,8 homes.
La renda mediana per habitatge era de 36.103 $ i la renda mediana per família de 40.878 $. Els homes tenien una renda mediana de 31.324 $ mentre que les dones 22.871 $. La renda per capita de la població era de 16.519 $. Entorn del 13,7% de les famílies i el 15,2% de la població estaven per davall del llindar de pobresa.

## Poblacions més properes
El següent diagrama mostra les poblacions més properes.